# Long Lake (Minnesota)
Long Lake város az USA Minnesota államában, Hennepin megyében. Lakosainak száma 1741 fő (2020. április 1.).

## Népesség
A település népességének változása:

| 2010 | 1 768 |
| 2020 | 1 741 |